# Ernst Andreas von Röhl

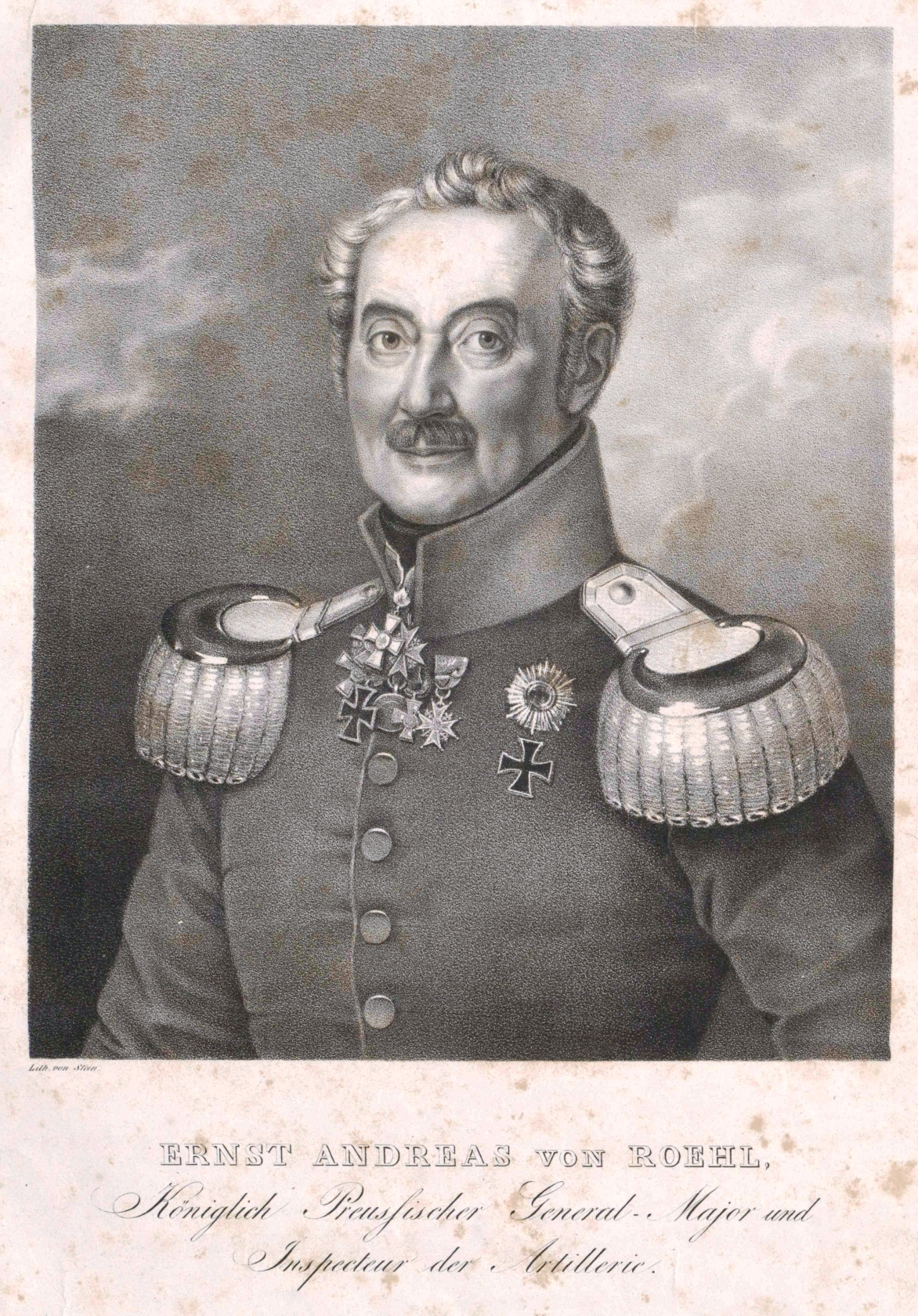
Ernst Andreas von Roehl

Ernst Andreas von Röhl (* 29. Juni 1761 in Bielefeld; † 11. Juli 1830 in Breslau)  war ein preußischer Generalmajor der Artillerie und Inspekteur der 2. Artillerie-Inspektion.

## Leben

### Herkunft
Sein Vater war Oberkriegskommissar in Bielefeld und schickte seinen Sohn zunächst in Bielefeld und später nach Herford in Westfalen in die Schule. Sein Bruder Arnold Ludwig von Röhl fiel 1813 als Bataillonskommandeur in der Russisch-Deutschen Legion.

### Militärlaufbahn
Am 1. Oktober 1777 ging Röhl als Bombardier zum Feldartilleriekorps der Preußischen Armee. Er nahm als solcher am Bayerischen Erbfolgekrieg teil. 1787 nahm er am Feldzug nach Holland teil und kämpfte im Gefecht bei Amstelveen. Am 5. Februar 1787 erhielt Röhl 50 Taler Douceur-Geld für seine Tapferkeit in diesem Feldzug. Am 17. Dezember 1792 wurde er Generaladjutant des Generals von Moller und nahm mit ihm am Ersten Koalitionskrieg teil. Dort kämpfte er bei den Belagerungen von Mainz und Landau, der Schlacht bei Kaiserslautern und dem Gefecht bei Stromberg. Am 7. Juni 1795 erhielt er für sein Verhalten in Kaiserslautern den Orden Pour le Mérite. Am 10. Oktober 1797 wurde er Premierleutnant im 3. Artillerie-Regiment. Am 5. Juni 1798 wurde er dann in den Adelsstand erhoben. Als Stabskapitän nahm Röhl während des Vierten Koalitionskrieges an der Schlacht bei Auerstedt teil und ging bei der nachfolgenden Kapitulation von Magdeburg in Gefangenschaft.
Röhl blieb bei der Armee und wurde am 21. Februar 1809 Kapitän und Chef einer reitenden Artilleriekompanie in der brandenburgischen Artilleriebrigade. Am 20. August 1811 wurde er Major und am 10. März 1813 kam er zum mobilen Artillerie-Korps in Pommern unter Bülow. Während des Befreiungskrieges nahm er an dem Gefecht bei Vehlitz teil und erhielt dafür das Eiserne Kreuz II. Klasse. Er kämpfte in der Schlachten von Großbeeren (mit Belobigung) und Dennewitz. Für die Völkerschlacht bei Leipzig erhielt er das Eiserne Kreuz I. Klasse sowie den Sankt-Stanislaus-Orden II. Klasse. Danach kämpfte Röhl bei Laon, Ligny, Waterloo, im Gefecht von Wittstock, nahm am Sturm auf Arnheim teil, als auch an den Belagerungen von Namur, Maubeuge, Landrecies, Philippeville, Rocroy, Givet (Russischer Orden der Heiligen Anna II. Klasse). Am 2. Mai 1814 wurde er zum Oberstleutnant befördert und am 19. März 1814 zum Artillerieoffizier des I. Armee-Korps ernannt.
Einer von Röhls Vorgesetzten, der General Adolf Friedrich von Oppen, rühmt seine große Geistesgegenwart und Umsicht sowie die Tätigkeit und Tapferkeit, welche er vor Doesburg, Zütphen und Arnheim an den Tag gelegt habe. Am 8. April 1814 wurde er Führer der Reserveartillerie des 3. Armee-Korps, am 21. April 1815 Kommandeur Artillerie des II. Armee-Korps dazu wurde er am 4. Oktober 1815 Oberst des Armeekorps in Frankreich. Am 28. März 1816 wurde er Brigadier der 7. Artillerie-Brigade, damals Teil des Armeekorps in Frankreich. Am 10. Dezember 1816 erhielt er dazu den russischen Wladimir-Orden III. Klasse, am 9. Oktober 1817 den französischen Militär-Verdienst-Orden III. Klasse für die „Aufrechterhaltung der Ordnung und Mannszucht“ in Frankreich. Am 30. März 1821 wurde Röhl mit Patent vom 2. April 1821 zum Generalmajor befördert. Am 22. Juni 1821 wurde er als Inspekteur zur 2. Artillerie-Inspektion versetzt. Am 16. Juli 1825 wurde ihm das Dienstkreuz und anlässlich seines fünfzigjährigen Dienstjubiläums der Rote Adlerorden I. Klasse mit Eichenlaub verliehen.

### Familie
Röhl verheiratete sich am 11. April 1788 in Berlin mit Friedrike Wilhelmine von Fiebig (1765–1838). Das Paar hatte mehrere Kinder darunter:
- Wilhelmine Luise Ernstine (* 1789)
- Karl Ernst Ludwig (1795–1885), preußischer Generalleutnant ⚭ Elisabeth Friederike von Malschitzky (* 1795)
- Ludwig Gustav (* 1797)
- Johann Ernst Gustav (1799–1867), preußischer General der Infanterie ⚭ Therese Karoline Helene Johanne Georgeon (1800–1875)
- Henriette August Ernstine Wilhelmine (* 1803)
- Wilhelm Ernst (*/† 1810)